# (32700) 1351 T-2
1351 T-2 (asteroide 32700) é um asteroide da cintura principal. Possui uma excentricidade de 0.13321260 e uma inclinação de 1.85823º.
Este asteroide foi descoberto no dia 29 de setembro de 1973 por Cornelis Johannes van Houten e Ingrid van Houten-Groeneveld e Tom Gehrels em Palomar.